# 流 (数学)
在数学中， 一个流用数学方式形式化了“取决于时间的变化”的一般想法，这经常出现在工程学, 物理学和常微分方程的研究中。非正式地说，如果 {\displaystyle x(t)} 是某一系统的坐标连续表现为一个 t 的函数，那么{\displaystyle x(t)} 是一个流。更形式地说，流是单参数群在一个集合上的群作用。
向量流的概念，即由一个向量场确定的流，出现于微分拓扑、黎曼流形和李群诸多领域。向量流的特例包括测地流、哈密顿流、里奇流、平均曲率流以及 Anosov 流。

## 形式化定义
集合 {\displaystyle X} 上的一个流是 {\displaystyle (\mathbb {R} ,+)} 在 {\displaystyle X} 上的群作用。更准确地，流是一个函数 {\displaystyle \varphi :X\times \mathbb {R} \rightarrow X}，满足 {\displaystyle \varphi (x,0)=x} 且和单参数群保持一致：
{\displaystyle \varphi (\varphi (x,t),s)=\varphi (x,s+t)}
对所有 {\displaystyle s,t} 属于 {\displaystyle \mathbb {R} } 和 {\displaystyle x\in X} 。
集合 {\displaystyle {\mathcal {O}}(x,\varphi )=\{\varphi (x,t):t\in \mathbb {R} \}} 称为{\displaystyle x} 在{\displaystyle \varphi } 作用下的轨道。
当空间 {\displaystyle X} 有额外的结构（比如 {\displaystyle X} 是一个拓扑空间或 {\displaystyle X=\mathbb {R} ^{n}.}）时，流经常要求连续甚至可微。
在许多领域，包括在工程学、物理和常微分方程研究中一般用一个记号明确的表明流。从而
{\displaystyle x(t)}
写成  {\displaystyle \phi (x,t)}，这样我们可以说“变量 x 取决于时间 t”。事实上，在记号上，有严格的等价关系：{\displaystyle x(t)\equiv \phi (x,t)}。类似地
{\displaystyle x_{0}=x(0)}
写成 {\displaystyle x=\phi (x,0)}，等等。

## 例子
流最常见的例子是描述自治常微分方程的解，当方程的解存在且惟一时
{\displaystyle y'=f(y),\;\;\;y(0)=x}
可作为初始条件 {\displaystyle x} 的函数。这就是，如果以上方程有惟一的解 {\displaystyle \psi _{x}:\mathbb {R} \rightarrow X} 对任何 {\displaystyle x\in X}，那么{\displaystyle \varphi (x,t)=\psi _{x}(t)} 定义了一个流。